# Кубок Пакистану з футболу 2023—2024
Кубок Пакистану з футболу 2023—2024 — 30-й розіграш кубкового футбольного турніру у Пакистані. Титул володаря кубка вдруге поспіль здобув ВАПДА.

## Календар
| Раунд                 | Дата                      | Матчі | Клуби   |
| --------------------- | ------------------------- | ----- | ------- |
| Перший груповий раунд | 24 січня - 12 лютого 2023 | 74    | 27 → 16 |
| Другий груповий раунд | 1-6 травня 2024           | 24    | 16 → 8  |
| 1/4 фіналу            | 7-8 травня 2024           | 4     | 8 → 4   |
| 1/2 фіналу            | 10 травня 2024            | 2     | 4 → 2   |
| Матч за третє місце   | 12 травня 2024            | 1     |         |
| Фінал                 | 12 травня 2024            | 1     | 2 → 1   |

## 1/4 фіналу
| Команда 1              | Рахунок | Команда 2            |
| ---------------------- | ------- | -------------------- |
| 7 травня 2024          |         |                      |
| Хан Рісерч Лабораторіз | 0:1     | Комісія вищої освіти |
| Армія Пакистану        | 1:0     | Пакистанські ВМС     |
| 8 травня 2024          |         |                      |
| ВАПДА                  | 1:0     | Пакистанські ВПС     |
| СА Гарденс             | 1:0     | ВСТК                 |

## 1/2 фіналу
| Команда 1       | Рахунок      | Команда 2            |
| --------------- | ------------ | -------------------- |
| 10 травня 2024  |              |                      |
| Армія Пакистану | 0:2          | ВАПДА                |
| СА Гарденс      | 0:0 пен. 3:2 | Комісія вищої освіти |

## Матч за третє місце
| Команда 1       | Рахунок | Команда 2            |
| --------------- | ------- | -------------------- |
| 12 травня 2024  |         |                      |
| Армія Пакистану | 4:0     | Комісія вищої освіти |

## Фінал
| 12 травня 2024 |

| СА Гарденс | 0:1      | ВАПДА          |
| ---------- | -------- | -------------- |
|            | Протокол | Юсаф Ахмед 17' |

| Джиннах, Ісламабад |